# 卡特嶺
71°10′S 61°50′W / 71.167°S 61.833°W
卡特嶺（英語：Cat Ridge，直譯：貓嶺）是南極洲的山嶺，位於帕爾默地東部，處於蓋恩冰川中游，由美國南極名稱諮詢委員會命名，現時由南極條約體系管理。